# Phongthep Kradonchamnan
Phongthep Kradonchamnan (thaï : พงษ์เทพ กระโดนชำนาญ), surnommé Moo (หมู) est un chanteur pop et rock thaïlandais,.
Pongthep Kradonchamnan est chanteur depuis 1975 dans le groupe Caravan (คาราวาน) qui comprend aussi Surachai Janthimathon (สุรชัย จันทิมาธร) surnommé Nga Caravan, Wirasak Sunthonsi (วีระศักดิ์ สุนทรศรี), Thongkran Tana (ทองกราน ทานา) et Mongkhon Utok,(มงคล อุทก). Caravan est (avec Carabao) le plus célèbre groupe de Phleng Puea Chiwit (เพลงชีวิต), ce que l'on pourrait traduire par chansons de la vie, un genre de musique dont les chansons s'inspirent de la protest song.
Il est aussi chanteur solo depuis 1983.

## Carrière
Phongthep Kradonchamnan est chanteur depuis 1975.

## Discographie

### Album solo
- Huay Taleang (ห้วยแถลง) (1983)
- Dieaw (เดี่ยว) (1985)
- I am Isan (ไอแอมอีสาน) (1986)
- Mun Dee (มันดี) (1986)
- Trong Sen Khob Faa (ตรงเส้นขอบฟ้า) (1986)
- Yim Ngao Ngao (ยิ้มเหงาๆ) (1988)
- khon Jon Run Mai (คนจนรุ่นใหม่) (1990)
- Jor Poe Loe Jeen Pon Lao (จ.ป.ล. จีนปนลาว) (1991)
- Khon Thee Rao Rak (คนที่เรารัก) (1992)
- Supermarket (ซุเปอร์มาร์เกต) (1994)
- Maa Hai Ban Kert (มาให้บ้านเกิด) (1996)
- Dok Nguea Phuea Chiwit (ดอกเหงื่อเพื่อชีวิต) (1998)
- Jao Sao Phee Suea (เจ้าสาวผีเสื้อ) (2000)
- Khai Ngwea Song Kwai Riean (ขายงัวส่งควายเรียน) (2006)
- Mon Kan Mueng (มนต์การเมือง) (2010)